# Осотриазоли

Будова незаміщеного осотриазолу

Осотриазоли (англ. osotriazoles) — 1,2,3-триазоли, утворені окисненням осазонів.
Широковживаний синонім — озотриазоли.